# Antonio José Cappa
Antonio José Cappa (Màlaga, 1824 - 1886) fou un compositor i director d'orquestra andalús.
Entre el 1888 i 1890, respectivament, en aquesta ciutat començà els estudis musicals, que perfeccionà en el conservatori de Nàpols, mentrestant compongué i estrenà l'oratori Il pianto d'Israel, que fou molt celebrat. Es va traslladar després a Barcelona, on va estrenar en el teatre del Liceu amb bon èxit l'òpera Giovanna di Castiglia (1848). Aquest mateix any es va casar amb la soprano Amalia Muñoz (1827-1914).
Recorregué més tard, com a director d'una companyia d'òpera, diverses ciutats franceses, interrompin els seus viatges obligat a tornar a la seva ciutat natal per causa d'urgents afers de família. Allí fundà la societat Filharmònica, a la que se li degué en gran part l'increment de l'afecció malaguenya a la bona música.